# Charles Talbut Onions
Charles Talbut Onions (C. T. Onions), né le 10 septembre 1873 à Edgbaston et mort le 8 janvier 1965, est un grammairien et lexicographe anglais, et le quatrième éditeur de l'Oxford English Dictionary.

## Biographie
Il commence à travailler sur l'OED en 1895, à l'invitation de James Murray, et devient éditeur en 1914. Il achève l'édition du dictionnaire, avec les définitions de mots commençant par Su-Sz, Wh-Wo et X-Z ; le dernier fascicule paraît en 1928. Le jeune J. R. R. Tolkien travaille sous la direction d'Onions en 1919-1920, s'occupant de l'étymologie des mots compris entre waggle et warlock.